# Alison Moyet
Geneviève Alison Jane Moyet (Billericay, 18 de junho de 1961) é uma cantora britânica. Ela é mais conhecida pelo seu trabalho na dupla de synthpop Yazoo, formada no início da década de 1980.

## Discografia
| Ano  | Álbum                      | UK Albums Chart | U. S. | Informação adicional                             |
| ---- | -------------------------- | --------------- | ----- | ------------------------------------------------ |
| 1984 | Alf                        | 1               | 45    | Álbum de estreia                                 |
| 1987 | Raindancing                | 2               | 94    | 2º álbum de estúdio, originalmente Chasing Rain. |
| 1991 | Hoodoo                     | 11              | -     | 3º álbum de estúdio                              |
| 1994 | Essex                      | 24              | 194   | 4º álbum de estúdio                              |
| 1995 | Singles                    | 1               | -     | Grandes êxitos, Sony Music.                      |
| 1996 | Singles/Live               | 20              | -     | Grandes êxitos, Sony Music.                      |
| 2000 | Best of The Best - Gold    | -               | -     | Grandes êxitos, Sony Music.                      |
| 2001 | The Essential Alison Moyet | 16              | -     | Grandes êxitos, Sony Music.                      |
| 2002 | Hometime                   | 18              | -     | Álbum de regresso                                |
| 2004 | Voice                      | 7               | -     | Álbum de Covers                                  |
| 2007 | The Turn                   | 21              | -     | -                                                |